# Helen Varcoe
Helen Gradwell Varcoe, född 18 februari 1907 i Croydon, död maj 1995 i Truro, var en brittisk simmare.
Varcoe blev olympisk bronsmedaljör på 4 x 100 meter frisim vid sommarspelen 1932 i Los Angeles.